# Mr. Belt & Wezol
Mr. Belt & Wezol sind ein niederländisches DJ- und Produzenten-Duo, bestehend aus Bart Riem („Mr. Belt“) und Sam van Wees („Wezol“). Das Duo erhielt erstmals 2014 Aufmerksamkeit, nachdem sie ihre Single Shiver auf Spinnin’ Records veröffentlicht hatten. Die Lieder Finally und Somebody to Love (2015) erreichten die Top-10-Beatport-Charts und hielten sich mehrere Wochen in dieser Position. Das Duo wurde 2016 als Breakthrough Artist of the Year auf der Winter Music Conference ausgezeichnet.

## Geschichte
Das Duo wurde im Jahr 2013 in einer Studentenwohnung im niederländischen Delft gegründet. Ihre ersten Produktionen veröffentlichten sie zum kostenlosen Download auf SoundCloud. Nach einiger Zeit wurde der niederländische DJ und Musikproduzent Oliver Heldens auf sie aufmerksam. Dieser stellte den Kontakt zum niederländischen Musiklabel Spinnin’ Records her, bei dem das Duo seit 2014 unter Vertrag steht.
Im Jahr 2013 gründeten die beiden den YouTube-Channel Mr. Belt & Wezol, auf dem Van Wees Songs und deren Entstehung erklärt. Seit 2014 veröffentlicht das Duo einen monatlichen Podcast namens The Cuckoo's Nest Radio (by Mr. Belt & Wezol).
Im Jahr 2018 legte das Duo zum ersten Mal auf dem Tomorrowland-Festival auf.

## Diskografie

### Singles
- 2014: The One
- 2014: Lone
- 2014: Toys
- 2014: Sneak
- 2014: Luv Thang
- 2014: Cheater
- 2014: Small Rooms (mit De Hofnar)
- 2014: Shiver (Spinnin’ Records)
- 2014: Feel So Good (Musical Freedom)
- 2014: Pikachu (mit Oliver Heldens; Spinnin’ Records)
- 2014: Time (Spinnin’ Records)
- 2015: Finally (Spinnin’ Records)
- 2015: Somebody To Love (mit Freejak; Spinnin’ Records)
- 2015: RDY2FLY (Spinnin’ Records)
- 2016: Faith (mit Daser; Potion)
- 2016: Hide & Seek (mit Shermanology; Heldeep Records)
- 2016: Stand Up
- 2016: Boogie Wonderland (Spinnin’ Records)
- 2017: Take Me Higher (Future House Music)
- 2017: Good Times (Spinnin’ Records)
- 2017: One More Day (mit Aevion; Spinnin’ Records)
- 2018: Let’s All Chant (Spinnin’ Records)
- 2018: Stupid (mit LucyXX; Spinnin’ Records)
- 2018: Reckless (feat. PollyAnna; Spinnin’ Records)
- 2018: Harmony (Heldeep Records)
- 2019: The Rhythm (Spinnin’ Records)
- 2019: One Thing (Spinnin’ Records)
- 2019: Mind Control (Armada Music)
- 2019: Do It for Love (feat. Sander Nijbroek; Spinnin’ Records)
- 2019: Not Dancing (Spinnin’ Records)
- 2020: The Jabberwock (Heldeep Records)
- 2020: Homeless (Spinni>n’ Records)
- 2021: Way It Is (mit RSCL; Spinnin’ Records)
- 2024: It’s Not Right But It’s Okay (#1 der deutschen Single-Trend-Charts am 31. Mai 2024[7])

### Remixes
- 2014: Too Much (Drake, Smapha)
- 2014: Renegade Master (Wildchild)
- 2014: New Orleans (Naxxos; Spinnin’ Deep)
- 2014: Guitar Track (Sander van Doorn & Firebeatz)
- 2014: Gecko (Overdrive) (Oliver Heldens & Becky Hill; FFRR)
- 2014: Cool Engough (Spada & Elen Levon; Ego)
- 2015: Sometimes (Alle Farben & Graham Candy)
- 2015: Till It Hurts (Yellow Claw feat. Ayden; Spinnin’ Records)
- 2015: Raindrops (SNBRN, feat. Kerli; Ultra Records)
- 2015: We Like To Party (Showtek)
- 2015: The Party (Joe Stone feat. Montell Jordan; Spinnin’ Records)
- 2015: New Love (The Arches) [Potion]
- 2015: Never Forget You (MNEK & Zara Larsson)
- 2016: Hold On (Moguai feat. Cheat Codes) [Spinnin Remixes]
- 2016: Sparks (Gramercy feat. Sharna Bass; Armada Music)
- 2017: Katchi (Ofenbach vs. Nick Waterhouse; WEA France)
- 2017: Back for More (Feder feat. Daecolm)
- 2018: Crazy (Lost Frequencies & Zonderling; Found Frequencies / Armada Music)
- 2018: Talk To Me (GoldFish; Armada Music)

## Auszeichnungen für Musikverkäufe
| Goldene Schallplatte - Italien - 2024: für die Single It’s Not Right But It’s Okay - Portugal - 2025: für die Single It’s Not Right But It’s Okay | Platin-Schallplatte - Belgien - 2024: für die Single It’s Not Right But It’s Okay - Frankreich - 2025: für die Single It’s Not Right But It’s Okay - Griechenland - 2025: für die Single It’s Not Right But It’s Okay |

Anmerkung: Auszeichnungen in Ländern aus den Charttabellen bzw. Chartboxen sind in ebendiesen zu finden.
| Land/RegionAuszeichnungen für Musikverkäufe (Land/Region, Auszeichnungen, Verkäufe, Quellen) | Gold     | Platin     | Verkäufe | Quellen         |
| -------------------------------------------------------------------------------------------- | -------- | ---------- | -------- | --------------- |
| Belgien (BRMA)                                                                               | —        | Platin1    | 40.000   | ultratop.be     |
| Frankreich (SNEP)                                                                            | —        | Platin1    | 200.000  | snepmusique.com |
| Griechenland (IFPI)                                                                          | —        | Platin1    | 20.000   | Einzelnachweise |
| Italien (FIMI)                                                                               | Gold1    | —          | 50.000   | fimi.it         |
| Niederlande (NVPI)                                                                           | —        | Platin1    | 90.000   | nvpi.nl         |
| Portugal (AFP)                                                                               | Gold1    | —          | 5.000    | Einzelnachweise |
| Insgesamt                                                                                    | 2× Gold2 | 4× Platin4 |          |                 |